# Perusahaan Listrik Negara
PLN (Perusahaan Listrik Negara, укр. Державна електрична компанія) — державна енергетична корпорація Індонезії, що має монополію на постачання електроенергії в країні.